# Menophra serpentinaria
Menophra serpentinaria är en fjärilsart som beskrevs av W. Warren 1896. Menophra serpentinaria ingår i släktet Menophra och familjen mätare. Inga underarter finns listade i Catalogue of Life.